# Gualtiero Sigismondi
Gualtiero Sigismondi (ur. 25 lutego 1961 w Ospedalicchio di Bastia Umbra) – włoski duchowny katolicki, biskup Orvieto-Todi od 2020.

## Życiorys
Święcenia kapłańskie otrzymał 29 czerwca 1986 i został inkardynowany do archidiecezji Perugii. Był m.in. wicerektorem i ojcem duchownym seminarium w Perugii, wykładowcą instytutu w Asyżu oraz regionalnym asystentem generalnym Akcji Katolickiej.
3 lipca 2008 papież Benedykt XVI mianował go ordynariuszem diecezji Foligno. Sakry biskupiej udzielił mu 12 września 2008 ówczesny arcybiskup Perugii- Giuseppe Chiaretti.
4 marca 2017 otrzymał nominację na asystenta kościelnego włoskiej Akcji Katolickiej.
7 marca 2020 papież Franciszek mianował go biskupem diecezji Orvieto-Todi. Ingres odbył się 28 czerwca 2020.